# Renata
Renata  è un nome proprio di persona italiano femminile.

## Varianti
- Maschile: Renato[1][2][3]

### Varianti in altre lingue
- Ceco: Renáta[1], Renata[1]
- Croato: Renata[1]
- Francese: Renée[1]
- Inglese: Renee[1], Renae[1], Rena[1]
- Latino: Renata[1]
- Olandese: Renate[1], Renée[1]
- Polacco: Renata[1]
- Portoghese: Renata[1]
- Russo: Рената (Renata)
- Sloveno: Renata[1]
- Spagnolo: Renata[1]
- Tedesco: Renate[1], Renata[1]
- Ungherese: Renáta[1]

## Origine e diffusione
È la forma femminile di Renato, derivante dal latino renatus ("rinato", "risorto", "nato nuovamente"). Era un nome tipicamente cristiano, che veniva adottato dai catecumeni per sottolineare la loro "nuova nascita" nella fede appena abbracciata.

## Onomastico
L'onomastico si può festeggiare il 28 marzo in memoria della beata Renata Maria (Renée-Marie) Feillatreau, laica, una dei martiri di Angers uccisi durante la rivoluzione francese, oppure lo stesso giorno della forma maschile.

## Persone

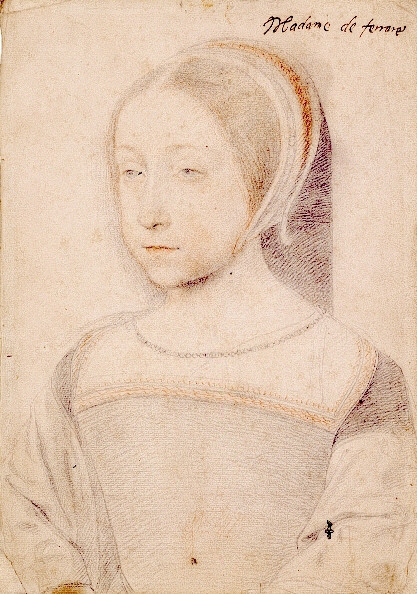
Renata di Francia

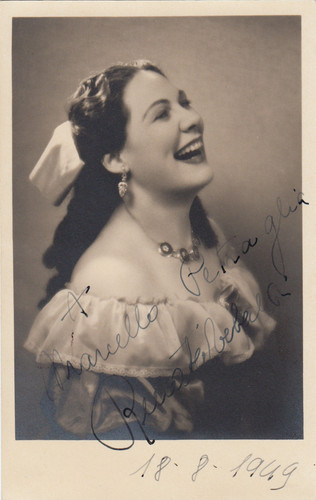
Renata Tebaldi

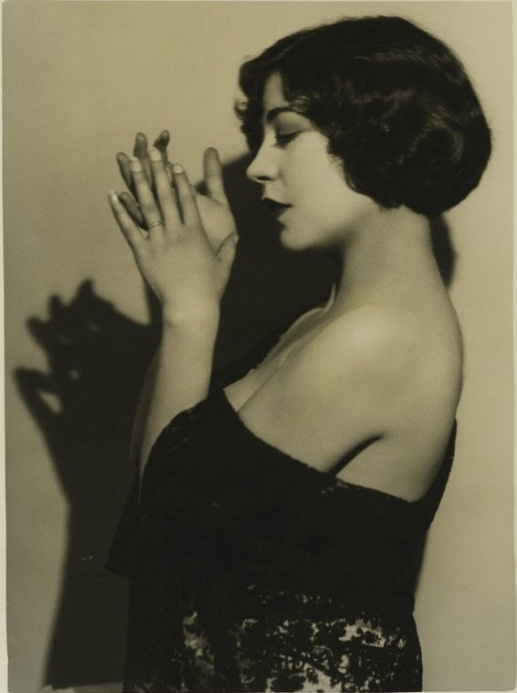
Renée Adorée

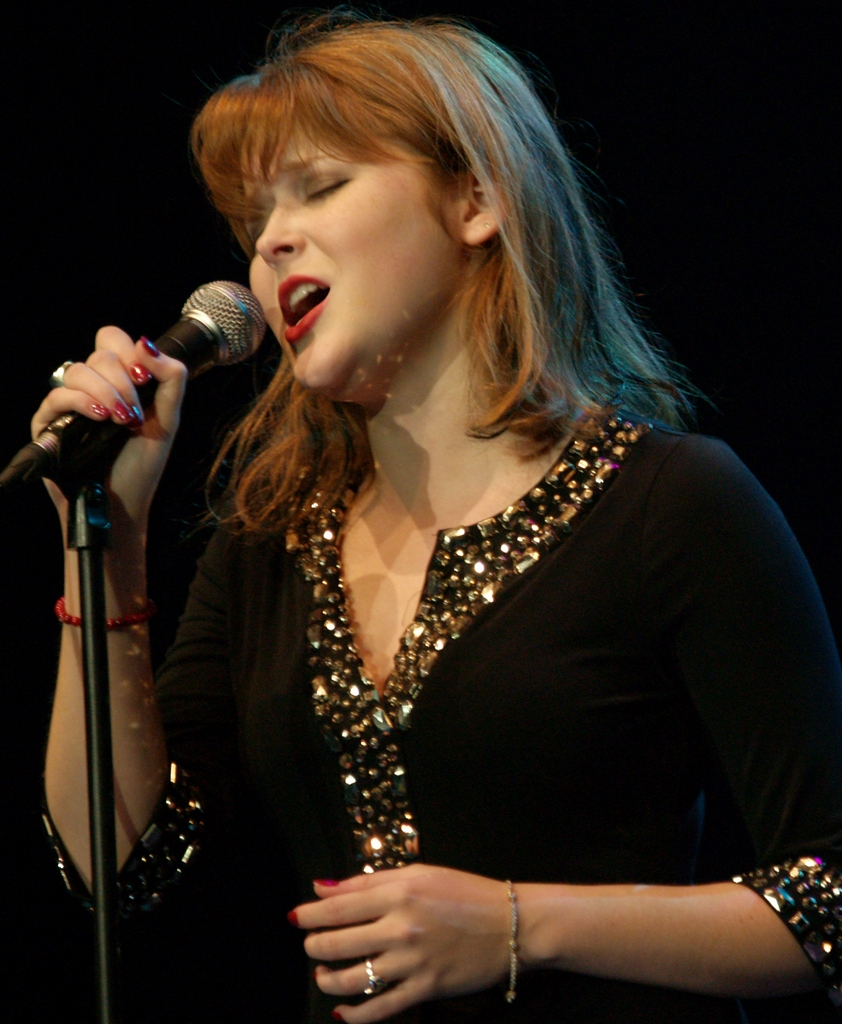
Renee Olstead

- Renata d'Asburgo-Teschen, arciduchessa d'Austria
- Renata di Francia o di Valois-Orléans, duchessa di Ferrara
- Renata Bertolas, cantante e doppiatrice italiana
- Renata Borgatti, pianista italiana
- Renata Bueno, politica italiana
- Renata Colombo, pallavolista brasiliana
- Renata Cortiglioni, direttrice di coro italiana
- Renata Marini, attrice e doppiatrice italiana
- Renata Mauro, conduttrice televisiva, attrice, cantante e soubrette italiana
- Renata Notni, attrice e modella messicana
- Renata Polverini, sindacalista e politica italiana
- Renata Scotto, soprano italiano
- Renata Spagnolo, nuotatrice italiana
- Renata Tebaldi, soprano italiano
- Renata Viganò, scrittrice e partigiana italiana

### Variante Renate
- Renate Dorrestein, scrittrice e giornalista olandese
- Renate Garisch, atleta tedesca
- Renate Gebhard, politica e avvocata italiana
- Renate Götschl, sciatrice alpina austriaca
- Renate Müller, attrice e cantante tedesca
- Renate Stecher, atleta tedesca

### Variante Renée
- Renée Adorée, attrice francese naturalizzata statunitense
- Renée Carl, attrice e regista francese
- Renée Deneuve, attrice teatrale e doppiatrice francese
- Renée Felton, allenatrice di atletica leggera statunitense naturalizzata italiana
- Renée Fleming, soprano statunitense
- Renée Longarini, attrice e personaggio televisivo italiana
- Renée O'Connor, attrice statunitense
- Renée Simonsen, supermodella e attrice danese
- Renée Vivien, poetessa britannica
- Renée Zellweger, attrice statunitense

### Altre varianti
- Renae Ayris, modella australiana
- Renae Cruz, pornoattrice statunitense
- Renee Ellmers, politica statunitense
- Renee Olstead, attrice e cantante statunitense

## Il nome nelle arti
- Renee Montoya è un personaggio della serie animata Batman.
- Renata è stato il nome originario della band pop e rock statunitense The Last Goodnight.